# Sadzawki (Kruszyna)
Sadzawki – część wsi Kruszyna w Polsce, położona w województwie śląskim, w powiecie częstochowskim, w gminie Kruszyna. 
W latach 1975–1998 Sadzawki administracyjnie należały do województwa częstochowskiego.